# ТК серија (танкета)
ТК (ТК-3) и ТКС биле су пољске танкете у време Другог светског рата. Ова 2 мала возила чинила су чак 70% оклопних снага Пољске током немачке инвазије 1939.

## Развој
Британска фирма Викерс је 1928. године развила танкету Викерс Карден-Лојд Мк VI са два члана посаде. Изузетан дизајн ове танкете привукао је пажњу стручњака широм света. Ово мало оклопно возило са гусеницама могло је да се користи или као покретно митраљеско гнездо или као лаки артиљеријски трактор због чега је представљало одличан избор за земље са малим војним буџетом. Пољска је купила једно возило Викерс Карден-Лојд Мк VI и на основу њега је започела индустријску производњу сопственог возила које се није много разликовало од британског модела.

### ТК-3
Први модел танкете имао је ознаку ТК-1, био је тежак 1.75 t, имао је два члана посаде и Фордов мотор од 40 КС. Следећи модел је имао ознаку ТК-2, а најтежа верзија ове танкете ТК-3 ушла је у серијску производњу. ТК-3 је постала прво оклопно возило са гусеницама које је икада масовно произвођено у Пољској. Производња је реализована под надзором Државне инжењерске радионице и од 1931. године па све до избијања рата произведено је преко 300 комада овог возила. Естонија је купила шест танкета ТК-3 како би их тестирала, а исти модел је понуђен Румунији, Шпанији и Југославији, али без успеха.

### ТКС
Радови на усавршавању серије танкета ТК настављени су у Пољској све до почетка Другог светског рата. 1933. године конструисана је побољшана варијанта танкете ТК-3 која је имала ознаку ТКС. Нова верзија имала је појачану оклопну заштиту и била је незнатно тежа од свог претходника. У њу је уграђиван Фијатов мотор од 42 КС произведен по лиценци у Пољској. Прегледност из возила повећана је постављањем оптичке опреме за осматрање, док је покретљивост изван пута побољшана захваљујући ојачаном вешању. Серијска производња модела ТКС започела је 1934. године и укупно је произведено око 390 комада.
У следећој развојној фази 1934. године пројектован је модел ТКВ који је требало да има куполу у којој би било смештено главно наоружање. Такође, експериментисано је и са постављањем противтенковских топова калибра 37 и 47 mm на шасију ТК-3 како би се ове танкете оспособиле и за борбу против непријатељских тенкова. Међутим, ни једна од ових варијанти није ушла у серијску производњу.

### ТКС-НКМ
Развој ТК серије пољских танкета завршен је са моделом ТКС-НКМ који је био наоружан противтенковским топом калибра 20 mm. У ствари радило се о моделима ТК-3 и ТКС код којих је митраљеско наоружање замењено топовским. Од планираних 150 танкета, ова модификација је пре почетка немачке агресије на Пољску, спроведена на само 24 возила.

## Карактеристике
Двочлана посада седела је у оклопљеној кабини бок уз бок, са мотором између њих: возач лево, а нишанџија десно за митраљезом Хочкис модел 25 калибра 7,92 mm. Касније ТКС танкете имале су ситна побољшања, као лоптасти носач митраљеза, мало јачи мотор (Фијат од 42 КС уместо Форда од 40 КС), мало јачи чеони оклоп (10 уместо 8 mm) и боље уређаје за осматрање, укључујући перископ. Мали број накнадно је наоружан топом НКМ од 20 mm, као минијатурни ловац тенкова. У време када су принуђене да се боре, ове танкете су биле застареле и у принципу и у изради. Дизајниране као извиђачка возила (ограничене ефикасности без радија), биле су принуђене да играју улогу тенкова у недостатку других возила.

## У борби
У току немачке агресије на Пољску у септембру 1939. танкете ТК-3 и ТКС чиниле су око 70% олопних снага Пољске, распоређене у пешадијским јединицама, коњичким бригадама и самосталним оклопним четама (дивизионима) од по 13 танкета. У борби, танкете се нису могле мерити са немачким тенковима, изузев лаког Панцер I наоружаног митраљезом. Против совјетских снага нису прошле ништа боље, борећи се против тенкова Т-26 и БТ.
Једине победе постигнуте су из заседе (за које су ниске танкете биле идеално прилагођене): против-тенковске ТКС-НКМ (са топом од 20 mm) предвођене капетаном Едмундом Орликом уништиле су у 3 окршаја чак 13 немачких тенкова.
Једна јединица са 15 танкета успела је да се повуче у неутралну Мађарску, док је знатан број танкета заробљен од Немаца и касније коришћен против пољских и совјетских партизана.